# JAC 리파인 S7
JAC 리파인 S7(영어: JAC Refine S7)은 JAC 자동차에서 2017년부터 2020년까지 생산했던 중형 크로스오버이다.

## 개요

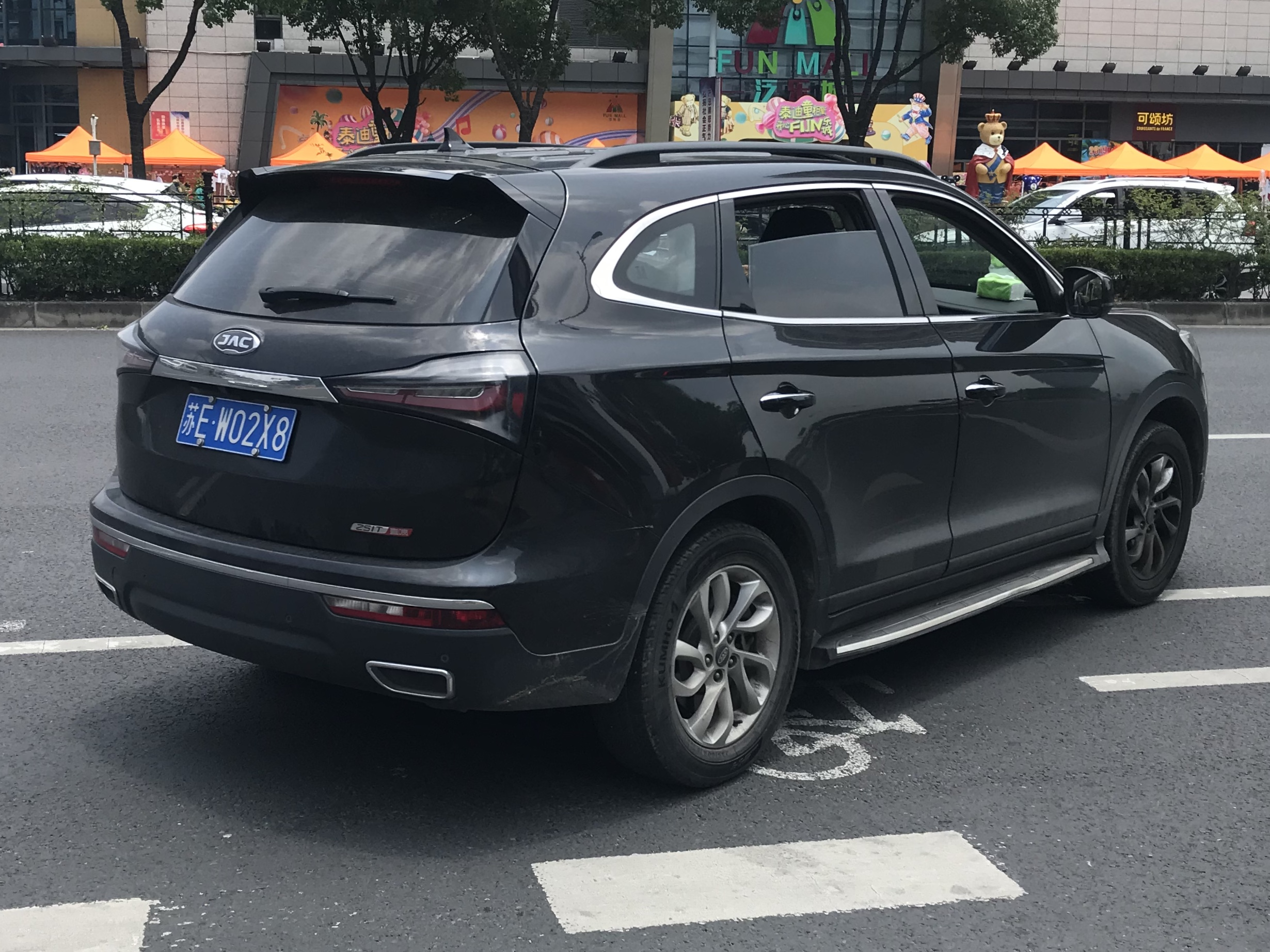
리파인 S7의 후면

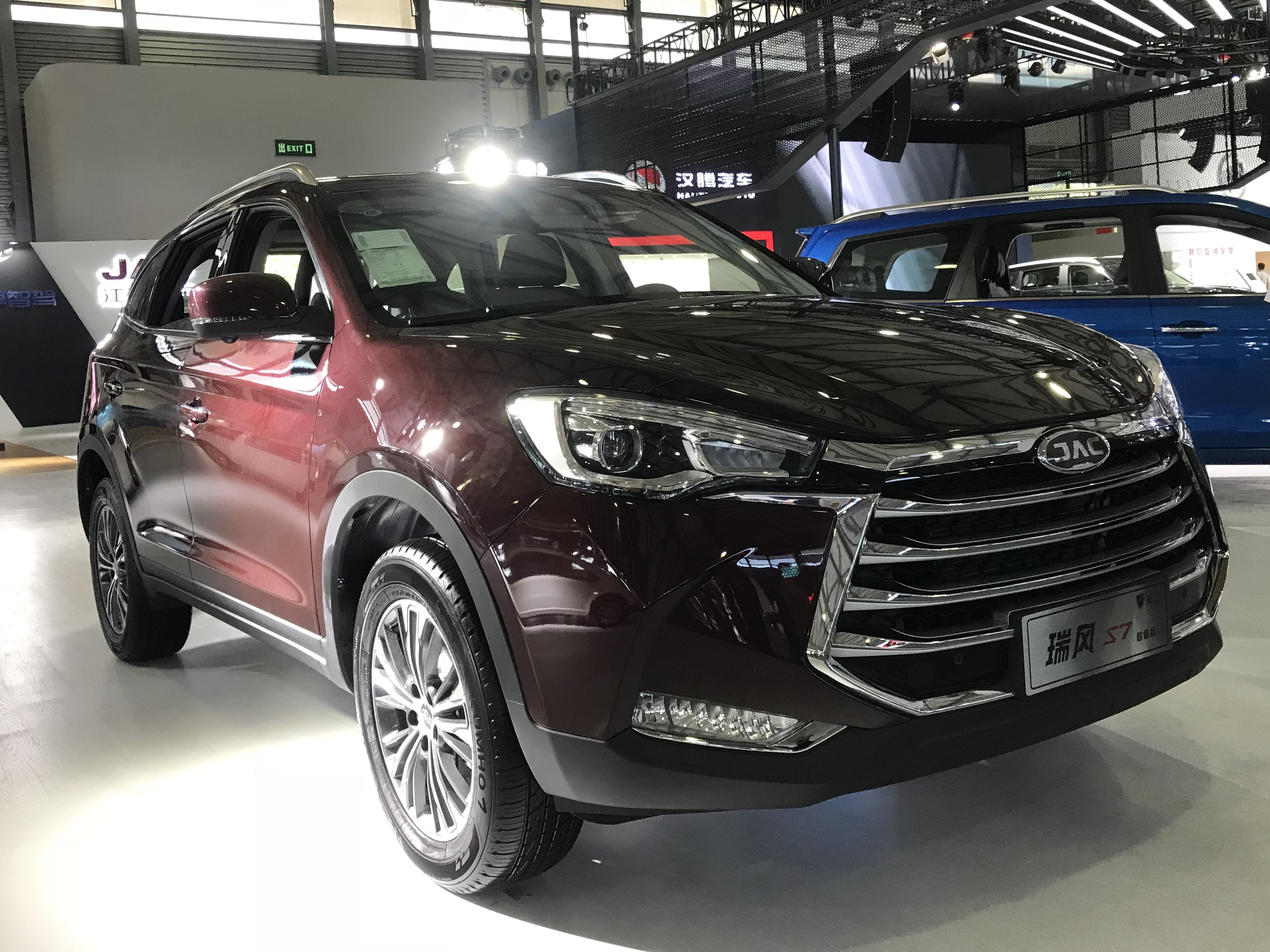
리파인 S7 페이스리프트의 전면

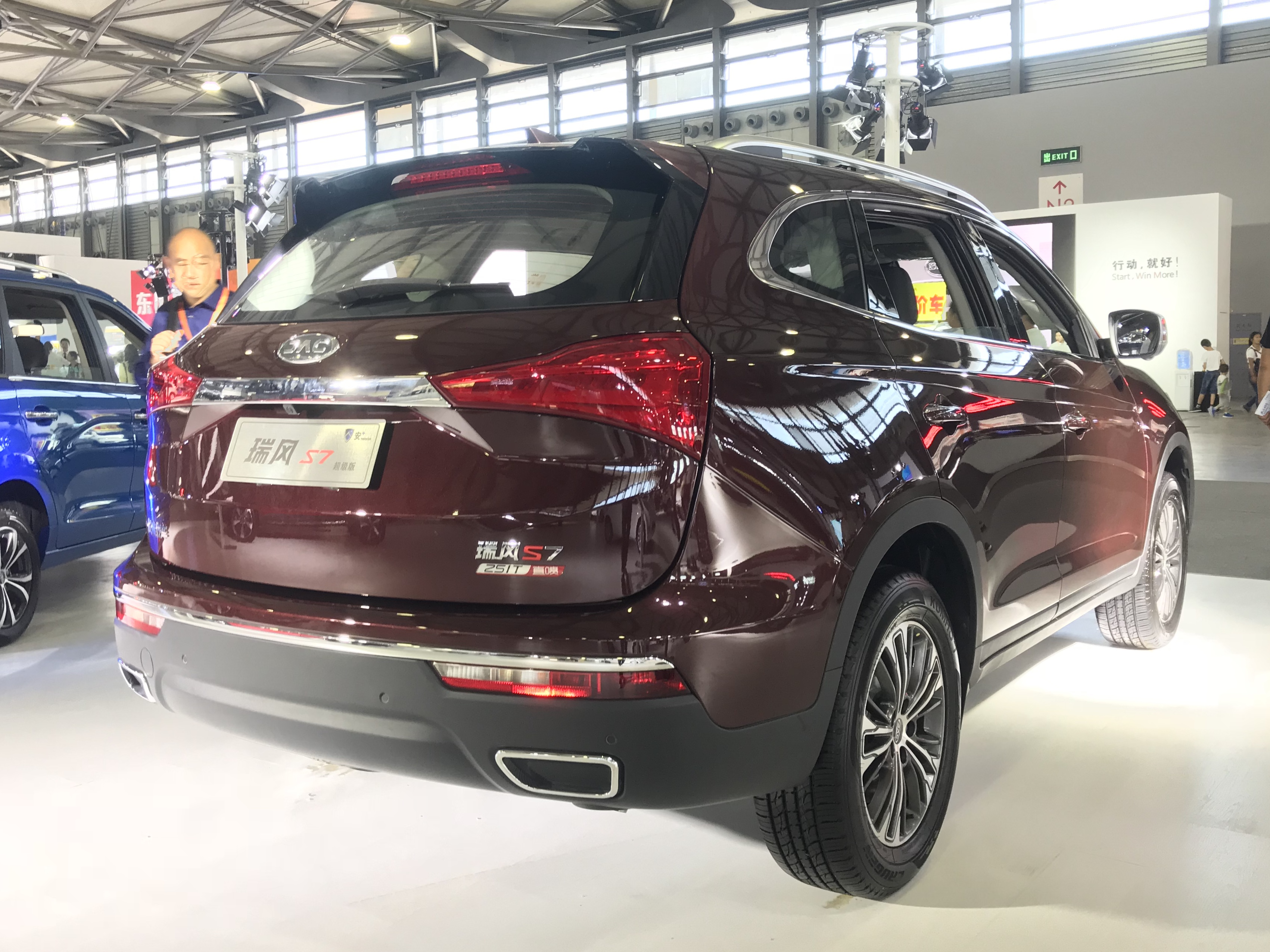
리파인 S7 페이스리프트의 후면

리파인 S7은 리파인 S5 크로스오버 위에 위치한 중형 크로스오버였다.
엔진은 174 hp (130 kW) 및 251 N·m (185 lbf·ft)의 토크를 출력하는 1.5L 터보와 190 hp (142 kW) 및 280N⋅m의 2.0L 터보가 포함되어 있으며 2개 엔진 모두 6단 수동 변속기 또는 6단 DCT와 동시에 사용할 수 있다.
5인승 모델과 7인승 모델이 존재하며,가격은 109,800위안에서 129,800위안이다.2018년에는 전면 그릴과 범퍼가 약간 변경되고 테일램프가 빨간색으로 바뀌는 페이스리프트가 출시되었다.